# Ashmont (Alberta)
Ashmont est un hameau (hamlet) du Comté de Saint-Paul No 19, situé dans la province canadienne d'Alberta.

## Démographie
En tant que localité désignée dans le recensement de 2011, Ashmont a une population de 188 habitants dans 70 de ses 79 logements privés, soit une variation de 26.2% avec la population de 2006. Avec une superficie de 1,120 9 km2, le hameau possède une densité de population de 167,722 4 hab/km2 en 2011.
Concernant le recensement de 2006, Ashmont abritait 149 habitants dans 62 de ses 69 logements privés. Avec une superficie de 1,120 9 km2, le hameau possédait une densité de population de 132,9 hab/km2 en 2006.